# Frédérick Raynal

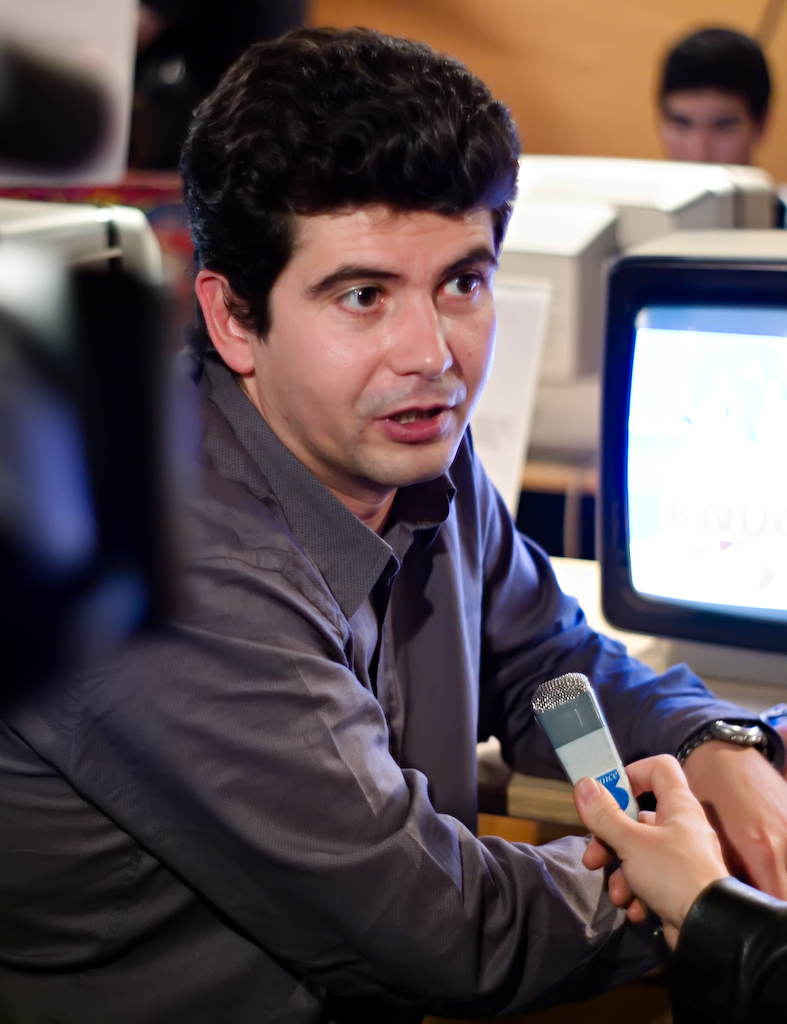
Frédérick Raynal (2007)

Frédérick Raynal (* 15. März 1966 in Brive-la-Gaillarde) ist ein französischer Computerspielentwickler. Zu seinen bekanntesten Arbeiten zählen das erste Alone in the Dark, Little Big Adventure und Time Commando.

## Karriere
Raynal wurde 1966 in Brive-la-Gaillarde geboren. Er begann sich nach eigenen Angaben bereits früh Elektronik und Computer zu interessieren. Sein erster eigener Computer war ein Sinclair ZX81, für den er 1979 sein erstes Spiel namens Laser programmierte. Er brach sein Studium der fortgeschrittenen Mathematik ab und arbeitete stattdessen für das Unternehmen seines Vaters, einem Computerhändler. Dort entwickelte er als junger Erwachsener unter anderem Emulatoren für den Onlinedienst Minitel. Parallel dazu entwickelte er sein erstes kommerzielles Spiel Robix 500, von dem er ungefähr 80 Kopien verkaufte. Sein erstes größeres Spiel wurde der Titel Popcorn, der 1988 erschien und spielerisch an Breakout erinnerte. Später wurde er dann zum Militärdienst eingezogen.
In den frühen 1990er Jahren ging Raynal zunächst zum französischen Entwicklerstudio Infogrames, wo er anfangs vor allem DOS-Portierungen anderer Spiele betreute. 1992 erschien schließlich das unter seiner Leitung entwickelte Alone in the Dark, ein stark von H. P. Lovecraft inspiriertes 3D-Horrorspiel, das als ein Urvater des Survival-Horror-Genres gilt. Während der Entwicklung war Raynal bereits in einer Beziehung mit seiner späteren Ehefrau Yaël Barroz, die als Grafikerin an der Entwicklung des Titels mitwirkte. Sie brachte noch vor Veröffentlichung des Spiels das erste gemeinsame Kind zur Welt. Raynal verließ Infogrames, als er mit seinem Arbeitgeber keine gemeinsame Linie für den Nachfolger finden konnte und weil er seine Arbeit nicht ausreichend wertgeschätzt fühlte. Stattdessen gründete er mit seinen Mitstreitern, darunter seine Partnerin Barroz, 1993 das Entwicklerstudio Adeline Software als Tochterunternehmen der französischen Delphine Software International. Dort wirkte er an der Entwicklung der Titel Little Big Adventure (1994), Time Commando (1996) und Little Big Adventure 2 (1997) mit.
Adeline wurde 1997 von Sega aufgekauft und in No Cliché umbenannt. Unter neuem Eigner arbeitete Raynal bis zur Studioschließung 2001 u. a. an Toy Commander und Toy Racer für die Dreamcast. 2006 erhielt er zusammen mit Michel Ancel und Shigeru Miyamoto als erste Computerspieleentwickler die Ernennung zum Chevalier des Ordre des Arts et des Lettres, des französischen Verdienstordens für besondere kulturelle Leistungen.

## Veröffentlichte Titel
- Robix 500 (1986, Excelvision)
- Popcorn (1988, DOS)

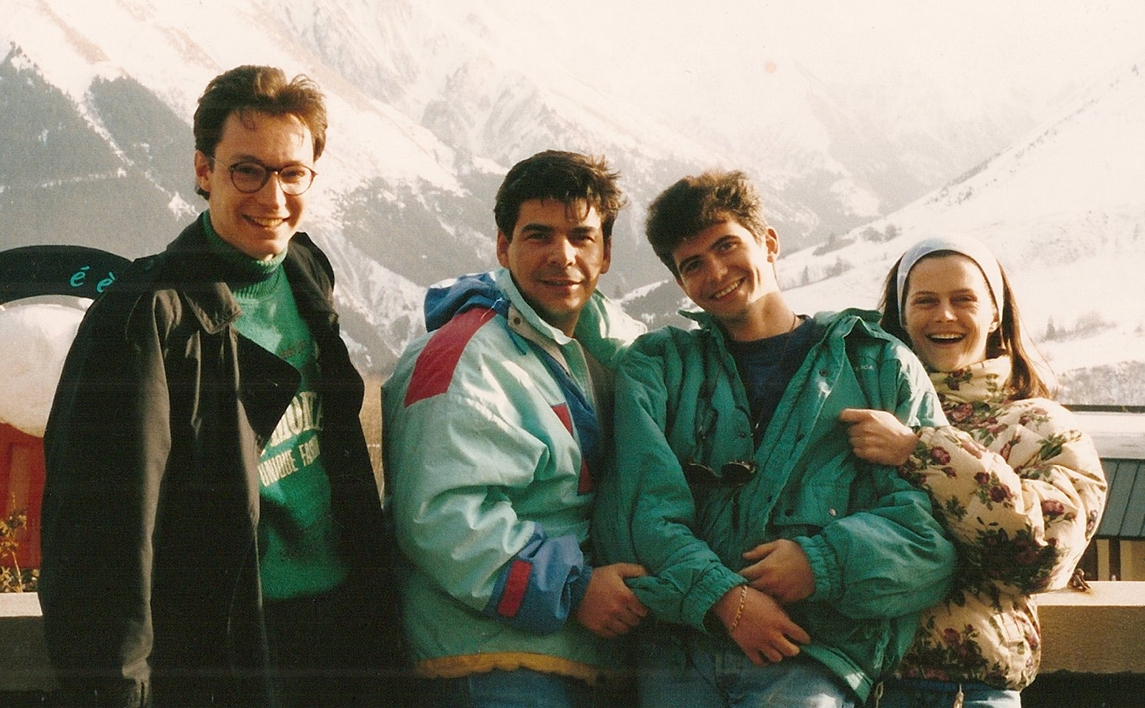
Die Adeline-Gründer Laurent Salmeron, Didier Chanfray, Raynal und seine Frau Yaël Barroz (v. l. n. r.)

- The Toyottes (1990, DOS-Portierung)
- SimCity CDTV (1990, DOS-Portierung)
- Alpha Waves (1991, DOS-Portierung)
- Drakkhen (1991, DOS-Portierung)
- Alone in the Dark (1992, DOS)
- Little Big Adventure (1994, DOS/PlayStation)
- Time Commando (1996, DOS/Mac OS/Windows/PlayStation/Sega Saturn)
- Little Big Adventure 2 (1997, DOS/Windows/Mac OS)
- Toy Commander (1999, Dreamcast)
  - Toy Commander: Christmas Surprise (2000, Dreamcast)
- Toy Racer (2000, Dreamcast)
- Soul Bubbles (2008, Nintendo DS) – Berater (2006)
- Battle Tag (2010)
- bOxOn (2011, PC/iOS)
- 2Dark (2017, PC/PS4/Xbox One)